# Rui Jorge
Rui Jorge De Sousa Dias Macedo De Oliveira OIH (Vila Nova de Gaia, 27 marzo 1973) è un allenatore di calcio ed ex calciatore portoghese, CT della nazionale Under-21 portoghese.

## Carriera

### Calciatore

#### Club
Dopo aver completato la trafila delle giovanili del Porto, arriva in prima squadra nella stagione 1990-1991, nella quale colleziona sei presenze. L'anno successivo va in prestito al Rio Ave, dal 1992 al 1998, ritornato al Porto, colleziona 97 presenze e 2 reti nella squadra della capitale, aggiudicandosi cinque scudetti ma del quale non diventerà mai titolare fisso. Lo diventerà allo Sporting Lisbona dove giocherà per sette stagioni per un totale di 199 partite e 6 reti vincendo due titoli nazionali. Nel 2005 si trasferisce al Belenenses dove milita per una sola stagione prima di abbandonare il calcio.

#### Nazionale
Ha fatto parte della nazionale Under-21 al Campionato europeo di calcio Under-21 1994, dove il Portogallo fu sconfitto in finale dall'Italia (1-2), e ha preso parte della selezione oilmpica Olimpiadi del 1996. In nazionale maggiore ha esordito il 20 aprile 1994 in un'amichevole a reti inviolate contro la Norvegia. Ha fatto parte delle spedizioni portoghesi ad Euro 2000, ai Mondiali 2002 ed Euro 2004 dove ha conquistato il secondo posto, sconfitto solo in finale dalla Grecia. Nello stesso anno ha dato l'addio alla Nazionale dopo 45 partite e una rete.

### Allenatore
Il 12 maggio 2009, a 2 giornate dal termine del campionato 2008-2009 viene nominato allenatore del Belenenses. Nel 2010 diventa allenatore della Nazionale Under-21 di calcio del Portogallo.

#### Nazionale portoghese Under-21
Statistiche aggiornate al 19 giugno 2019.
| 2010                   | Portogallo U-21        | Qual. Euro U-21 2011   | Subentrato, 3º nel Gruppo 9, non qualificato         | 4  | 3  | 0  | 1  | 75,00   | 6   | 3  | +3   |
| 2011                   | Portogallo U-21        | Qual. Euro U-21 2013   | 2º nel Gruppo 6, non qualificato                     | 5  | 2  | 2  | 1  | 40,00   | 11  | 5  | +6   |
| 2012                   | Portogallo U-21        | Qual. Euro U-21 2013   | 2º nel Gruppo 6, non qualificato                     | 3  | 2  | 1  | 0  | 66,67   | 4   | 1  | +3   |
| 2013                   | Portogallo U-21        | Qual. Euro U-21 2015   | 1º nel Gruppo 8, qualificato                         | 4  | 4  | 0  | 0  | 100,00& | 14  | 4  | +10  |
| 2014                   | Portogallo U-21        | Qual. Euro U-21 2015   | 1º nel Gruppo 8, qualificato                         | 4  | 4  | 0  | 0  | 100,00& | 8   | 2  | +6   |
| giu. 2015              | Portogallo U-21        | Euro U-21 2015         | 2º                                                   | 5  | 2  | 3  | 0  | 40,00   | 7   | 1  | +6   |
| 2015                   | Portogallo U-21        | Qual. Euro U-21 2017   | 1º nel Gruppo 4, qualificato                         | 5  | 5  | 0  | 0  | 100,00& | 19  | 1  | +18  |
| 2016                   | Portogallo U-21        | Qual. Euro U-21 2017   | 1º nel Gruppo 4, qualificato                         | 5  | 3  | 2  | 0  | 60,00   | 15  | 4  | +11  |
| giu. 2017              | Portogallo U-21        | Euro U-21 2017         | 2º nel girone B                                      | 3  | 2  | 0  | 1  | 66,67   | 7   | 5  | +2   |
| 2017                   | Portogallo U-21        | Qual. Euro U-21 2019   | 2º nel Gruppo 8, perde gli spareggi, non qualificato | 4  | 2  | 1  | 1  | 50,00   | 6   | 5  | +1   |
| 2018                   | Portogallo U-21        | Qual. Euro U-21 2019   | 2º nel Gruppo 8, perde gli spareggi, non qualificato | 8  | 6  | 0  | 2  | 75,00   | 29  | 9  | +20  |
| 2019                   | Portogallo U-21        | Qual. Euro U-21 2021   | 2º nel Gruppo 7, qualificato                         | 4  | 3  | 0  | 1  | 75,00   | 11  | 6  | +5   |
| 2020                   | Portogallo U-21        | Qual. Euro U-21 2021   | 2º nel Gruppo 7, qualificato                         | 6  | 6  | 0  | 0  | 100,00& | 18  | 3  | +15  |
| mar.-giu. 2021         | Portogallo U-21        | Euro U-21 2021         | 2º                                                   | 6  | 5  | 0  | 1  | 83,33   | 12  | 4  | +8   |
| 2021                   | Portogallo U-21        | Qual. Euro U-21 2023   | 1º nel Gruppo 4, qualificato                         | 4  | 4  | 0  | 0  | 100,00& | 14  | 0  | +14  |
| 2022                   | Portogallo U-21        | Qual. Euro U-21 2023   | 1º nel Gruppo 4, qualificato                         | 6  | 5  | 1  | 0  | 83,33   | 27  | 3  | +24  |
| giu.-lug. 2023         | Portogallo U-21        | Euro U-21 2023         | Quarti di finale                                     | 4  | 1  | 1  | 2  | 25,00   | 3   | 5  | -2   |
| 2023                   | Portogallo U-21        | Qual. Euro U-21 2025   | nel gruppo G                                         | 5  | 4  | 0  | 1  | 80,00   | 17  | 3  | +14  |
| 2024                   | Portogallo U-21        | Qual. Euro U-21 2025   | nel gruppo G                                         | 2  | 2  | 0  | 0  | 100,00& | 9   | 1  | +8   |
| Totale Portogallo U-21 | Totale Portogallo U-21 | Totale Portogallo U-21 | Totale Portogallo U-21                               | 87 | 65 | 11 | 11 | 74,71   | 237 | 65 | +172 |

## Palmarès

### Giocatore

#### Competizioni nazionali
- Campionato portoghese: 7

Porto: 1992-1993, 1994-1995, 1995-1996, 1996-1997, 1997-1998
Sporting Lisbona: 1999-2000, 2001-2002
- Coppa del Portogallo: 3

Porto: 1993-1994, 1997-1998
Sporting Lisbona: 2001-2002
- Supercoppa di Portogallo: 5

Porto: 1993, 1994, 1996
Sporting Lisbona: 2000, 2002